# Chilangos Fútbol Club
El Chilangos Fútbol Club es un equipo de fútbol mexicano que juega en la Serie B de la Segunda División. Tiene como sede la Ciudad de México.

## Historia
El equipo fue creado en 2018 siendo inscrito en la Tercera División de México desde sus orígenes, sin embargo, en 2019 Santiago Taboada Cortina, alcalde de la demarcación capitalina de Benito Juárez, decidió integrar al equipo dentro de la estructura del gobierno local como parte de los programas sociales ofrecidos por su administración, así el club pasó a depender de la financiación pública al ser manejado por esa alcaldía capitalina.
La mejor actuación del club en la también llamada Liga TDP se registró en la temporada 2020-21 cuando alcanzaron los cuartos de final en la liguilla de ascenso, en donde cayeron eliminados ante el Tuxpan F. C.
Ante la necesidad de incrementar el número de equipos participantes en la Serie B de México, el Chilangos F. C. fue invitado a integrarse en esa rama de la Segunda División, haciéndose oficial su ingreso a la categoría el 30 de junio de 2023 tras concretarse la compra de una franquicia de expansión en la categoría.
El equipo solamente permaneció una temporada en la Liga Premier, para la temporada 2024-25 la directiva decidió poner al club en pausa argumentando la existencia de problemas financieros, sin embargo, algunas fuentes señalaron que el proyecto fue paralizado debido a que formaba parte de la plataforma política de Taboada de cara a las elecciones locales del 2024, en las cuales el candidato fue derrotado.

## Estadio
A partir de la temporada 2023-2024 el Chilangos Fútbol Club disputa sus partidos como local en el Estadio Jesús Martínez "Palillo", un recinto deportivo ubicado en la Ciudad de México, que tiene una capacidad para 6 000 personas y el cual fue inaugurado en 1964, siendo una de las sedes de los Juegos Olímpicos de México 1968 al albergar los partidos de hockey sobre pasto. Posteriormente se convirtió en un estadio utilizado principalmente para atletismo, fútbol, fútbol americano y algunos eventos adicionales como conciertos, festivales o usos cívicos.
En un principio el club había registrado ante la FMF el Estadio de la Ciudad de los Deportes como su sede para su debut en Segunda División, aunque finalmente el Chilangos F.C. no hizo uso de ese recinto deportivo al no prosperar la solicitud del club para su uso. En su etapa en la Tercera División el club jugaba como local en el Centro Deportivo Benito Juárez perteneciente a dicha alcaldía capitalina.

## Temporadas
| Temporada | División           | Posición                      |
| --------- | ------------------ | ----------------------------- |
| 2018/19   | 5.Tercera División | 6.º Grupo IV (Treintadosavos) |
| 2019/20   | 5.Tercera División | 2.º Grupo IV *                |
| 2020/21   | 5.Tercera División | 2.º Grupo IV (Cuartos)        |
| 2021/22   | 5.Tercera División | 4.º Grupo IV (Octavos)        |
| 2022/23   | 5.Tercera División | 3.º Grupo IV (Dieciseisavos)  |
| 2023/24   | 4.Segunda Serie B  | 9o.                           |

* Torneo suspendido por la pandemia de Covid-19, sin embargo, la Liga y la FMF hicieron oficiales las posiciones al momento de suspenderse la competencia.